# Ла-Хабра-Хайтс
Ла-Хабра-Хайтс (англ. La Habra Heights) — город в округе Лос-Анджелес в штате Калифорния в Соединённых Штатах Америки.
Согласно данным переписи населения США 2020 года число жителей города 
составляло 5712 человек, что, для такого небольшого населённого пункта, существенно больше, чем было во время предыдущей переписи проводившейся в 2010 году (5325 человек).

## История
С приходом европейских колонистов в этот район, сперва здесь появилось мексиканское Ранчо Ла-Хабра ранчо, благодаря предоставленному Мариано Рейесу Ролдану в 1839 году земельному гранту. Ролдан продал ранчо Андресу Пико, который позднее уступил его Абель Стернс.

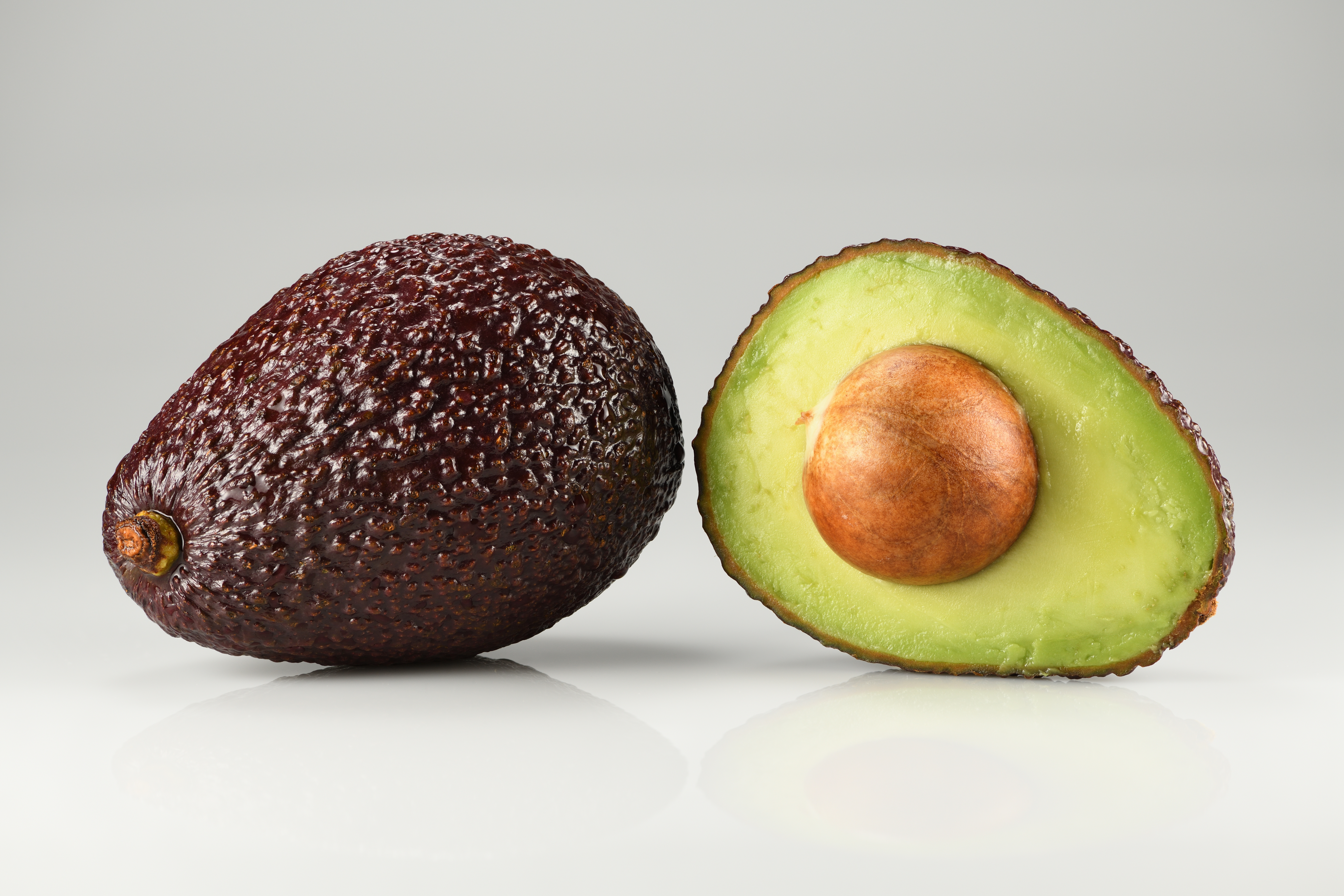
Плоды авокадо сорта «Хасс»

В 1900 году Уиллитс Дж. Хоул приобрел 3500 акров (14,2 км2) земли, которые он перепродал в 1919 году Эдвину Г. Харту (англ.  Edwin G. Hart), который уже плотно занялся организацией и развитием небольшого сообщества.
В городе проводится ежегодный «Фестиваль авокадо». Выбор этого фрукта не случаен, именно он принёс городу мировую известность, когда местный почтальон и садовод-любитель Рудольф Густав Хасс (1892—1952) вырастил дерево авокадо которое стало давать необычные по виду плоды с непривычным вкусом. Этот сорт он назвал своим именем «Хасс» и в настоящее время на него приходится более 80 % урожая авокадо в Соединённых Штатах и 95 % урожая в Калифорнии.

## География
По данным Бюро переписи населения США, общая площадь города Ла-Хабра-Хайтс составляет 6,2 квадратных мили (16 км2), более 99% из которых приходится на сушу.

## Климат
Согласно системе классификации климата Кёппена, Ла-Хабра-Хайтс имеет тёплый летний средиземноморский климат, на климатических картах сокращённо обозначаемый аббревиатурой «Csa».